# تونیسیا
تونیسیا(نام علمی: Tonicia) نام یک سرده از رده گهواره دریایی است.